# فيليب غرونينغ
فيليب غرونينغ (بالألمانية: Philip Gröning)‏ هو مونتير وكاتب سيناريو ومخرج ألماني، ولد في 7 أبريل 1959 في دوسلدورف في ألمانيا.

## وصلات خارجية
- فيليب غرونينغ على موقع IMDb (الإنجليزية)
- فيليب غرونينغ على موقع مونزينجر (الألمانية)
- فيليب غرونينغ على موقع ألو سيني (الفرنسية)
- فيليب غرونينغ على موقع أول موفي (الإنجليزية)
- فيليب غرونينغ على موقع قاعدة بيانات الفيلم (الإنجليزية)
- فيليب غرونينغ على موقع كينوبويسك (الروسية)